# Pán much
Pán much (1954, anglicky Lord of the Flies) je románová prvotina britského spisovatele Williama Goldinga, laureáta Nobelovy ceny (1983). Jde o dystopickou alegorii o skupině chlapců, kteří se na pustém ostrově pokouší vybudovat demokratickou společnost a katastrofálně selhávají.
Román pojednává o kontroverzních tématech jako jsou individuální prospěch versus obecné blaho, tyranie, fanatismus a vrozený sklon lidské povahy ke zlu.

## Obsah
Děj se odehrává během nespecifikované světové války. Jedno z letadel, které evakuovalo civilní obyvatelstvo z Anglie, se zřítilo na malý neobydlený tropický ostrov. Zachránila se jen skupina chlapců v mladším školním věku. První dvě postavy, se kterými se setkáme, jsou sportovně založený, sympatický Ralph, a „Čuňas“ (orig. Piggy), tlustý a choulostivý chlapec v silných brýlích. Zatroubí na lasturu, aby přivolali ostatní přeživší. Společně se pak radí, kdo by se měl stát vůdcem. Zvolí Ralpha, přestože v úvahu připadal i Jack Merridew, zrzavý chlapec, který vedl školní sbor. Ralphovi je zřejmé, že Jack mu závidí a mohl by se pokoušet ho svrhnout, proto mu velkoryse přenechá velení nad sborem, z nějž je ustanovena družina lovců. Z Čuňase Ralph udělá svého zástupce, přestože ho ostatní hoši nerespektují – Ralph ale oceňuje Čuňasovu inteligenci a schopnost uvažovat. Poté se Ralph, Jack a Simon vydají na průzkumnou výpravu. Objeví sele zapletené v liánách, Jack tasí nůž, ale zaváhá a sele uteče. Přísahá, že příště otálet nebude.
Hoši jsou z ostrova nadšení a těší se, jaká dobrodružství je čekají. Řada z nich se však bojí „obludy“, nebezpečného divokého tvora, kterého údajně zahlédl jeden z menších chlapců se znaménkem na tváři. Pomocí skla Čuňasových brýlí rozdělají signální oheň, který se ale vymkne kontrole a spálí velkou část džungle. Během požáru se chlapec se znaménkem ztratí a už nikdy se neobjeví. Je možné, že malých chlapců uhořelo více, protože přes veškerou Čuňasovu snahu nebyli před požárem všichni spočítaní. Nedojde k tomu ani v budoucnu a nejmenší chlapci, souhrnně zvaní „mrňousové“, nadále na ostrově vegetují bez větší vazby na okolní dění, přičemž se živí ovocem a zbytky od starších chlapců.
Přestože si chlapci slíbili, že se budou spravedlivě dělit o práci a pomáhat si, pro Ralpha je stále těžší přinutit je, aby každý dělal to, co má. Život na ostrově začne postupně upadat. Mezi Jackem a Ralphem rostou neshody. Situace se vyhrotí v okamžiku, když Ralph obviní Jacka, že zmařil možnost záchrany: odvedl totiž na lov i dvojčata Sama a Erica (pro svou nerozlučnost nazývaná společně „Sameric“), kteří se měli starat o oheň – ten tak vyhasnul a loď na obzoru nemohla zachytit signální kouř. Následuje ostrá hádka, během které je rozbito jedno sklo Čuňasových brýlí.
Nad ostrovem dojde k přestřelce mezi dvěma letadly. Jeden z pilotů se katapultuje, ale zahyne na vrcholu hory. Sam a Eric vyvolají paniku, protože potmě zahlédli jeho mrtvé tělo a spletli si ho s „netvorem“. Ralph, Jack a Roger, jeden ze sboristů, si to chtějí ověřit, a proto se vydají mrtvolu hledat. Uvidí siluetu padáku, se kterou škube vítr, a s hrůzou utečou v domnění, že to jsou netvorova křídla. Jack prohlásí Ralpha za zbabělce a požaduje novou volbu vůdce. Nedostane ale žádný hlas, a proto skupinu opustí. Založí nový „kmen“, do kterého postupně přetáhne většinu starších chlapců, a který se věnuje hlavně lovu prasat. V džungli připraví netvorovi oběť, prasečí hlavu nabodnutou na kůl, kterou později objeví samotářský a do sebe pohroužený Simon. Děsivá hlava obsypaná mouchami pak v jeho halucinacích ožívá jako „Pán much“ a předznamenává jeho osud: Simon při další z toulek zjistí, že „netvor“ je ve skutečnosti mrtvý pilot, a běží to povědět chlapcům, ti jsou však právě zfanatizovaní Jackovým válečným tancem, považují za netvora Simona a ubijí ho k smrti.
Jackův kmen klesá až na samou hranici divošství. Napadnou Ralphův tábor a podaří se jim získat i Čuňasovy brýle, které potřebují k rozdělání ohně. Když je Čuňas požaduje nazpět, Roger na něj svalí balvan a zabije ho. Jackův kmen pak unese Sama a Erica – poslední přívržence Ralpha mezi staršími chlapci – a přinutí je připojit se k nim. Jack se pak Ralpha pokusí zabít, ale neuspěje a další den na něj uspořádá hon. Ralph se ukryje v husté spleti lián, a proto Jack založí v džungli požár. Dým je spatřen z projíždějící lodi, z níž k ostrovu připluje jeden důstojník – chlapci jsou konečně zachráněni. Ralph oplakává smrt svých přátel a úplnou ztrátu dětské nevinnosti. Postupně se ale rozpláčou všichni, včetně těch, kteří ještě před chvílí toužili zabíjet.

## Hlavní postavy a symbolika

### Název a charakter
Pán much je doslovný překlad hebrejského בעל זבוב [ba'al zevuv], česky Belzebub, Ďábel. Odpovídá záměru autora – uchopit, odkud se bere zlo mezi lidmi. Snad chtěl autor symbolicky říci: Zlo ve společnosti dostává svou sílu, když začnete přinášet oběti prasečím hlavám, nepravým bohům.
Symbolický charakter románu je dán i tím, že se v něm nevyskytují žádné ženy nebo dívky, nejsou téměř ani zmiňovány (pouze Čuňas si občas vzpomene na „tetičku“, která ho vychovávala). Autor se tedy cíleně vyhýbá jakýmkoli otázkám vztahů mezi muži a ženami, jde mu pouze o člověka.
Dětský svět je symbolem podvědomí – skryté síly vládnou světem, ale dospělí je nevidí – viz lodní důstojník, který děti sice na konci zachraňuje, ale ani náznakem nechápe, co se mezi nimi odehrálo.

### Jména hlavních postav
Golding svůj román pojal jako určitou parafrázi či karikaturu Korálového ostrova, populární dobrodružné dětské knihy R. M. Ballantyna z poloviny 19. století. Odkazuje na ni zcela otevřeně už jmény hlavních postav – v Korálovém ostrově jsou to rovněž Ralph a Jack. Třetí hrdina se jmenuje Peterkin, ale jeho charakteristika je rozdělena mezi Čuňase (jeho pravé jméno není řečeno) a Simona.

### Ralph a lastura
Ralph byl zvolen náčelníkem v demokratickém hlasování a snaží se jednat ve prospěch většiny. Může být proto chápán jako symbol demokracie nebo reprezentace ega, které ovládá id a souvisí s praktičností. Ralph je přemýšlivý, ale občas má potíž uspořádat a vyjádřit své myšlenky, a pokorně si uvědomuje, že Čuňas ho svou inteligencí převyšuje.
Lastura se v románu stává symbolem civilizace. Na poradách chlapců má ten, kdo ji drží, právo mluvit. Jak se řád na ostrově postupně hroutí a z chlapců se stávají divoši, lastura ztrácí svou moc. Symbolem úpadku je i její blednutí na vzduchu. Když se na ni Ralph pokusí zatroubit v Jackově táboře, dočká se jen pohrdání a spršky kamení. Čuňas ji zoufale brání až do okamžiku své smrti, kdy je zároveň s ním zničena. Balvan, který ho zabil, značí i konec civilizovaného uvažování. V tomto okamžiku Jack konečně získává veškerou moc na ostrově. Ralph je bez autority, kterou mu lastura propůjčovala, ztracen a musí se dát na útěk před Jackovými lovci, protože ztratili poslední zábranu proti tomu, aby ho zabili.
Román je psán vypravěčem v er-formě, nicméně situace vnímáme hlavně Ralphovým pohledem. Neplatí to ale bezvýhradně, v některých pasážích sledujeme např. samotného Simona, někdy je děj popisován z neutrálního nadhledu (společný Jackův a Ralphův lov apod.).

### Čuňas a jeho brýle
Čuňas je chytrý a rozumný, ale ostatní chlapci jím pohrdají, a to nejen pro jeho zjev a fyzickou slabost, ale i pro jeho zřejmě nižší třídní původ (vyjadřovaný odlišným, méně kultivovaným stylem mluvy). Od začátku je jeho nejbližším přítelem Ralph, ale i ten ho dokáže okřiknout nebo zesměšnit. Na konci si však uvědomí, jak moc na jeho inteligenci spoléhal. Postava Čuňase symbolizuje logické uvažování; jeho brýle proto mohou být chápány jako symbol inteligence, vědy a lidského poznání. Ten, kdo je vlastní, má možnost rozdělávat oheň, což druhý kmen značně znevýhodňuje. Jackovi lovci proto přepadnou Ralphův tábor, aby je ukradli. Chátrání brýlí také symbolizuje upadání řádu a civilizovanosti na ostrově.
Čuňasovo logické a zodpovědné uvažování připomíná Obranu Sókratovu, podobně jako tomuto antickému filozofovi mu však jen ztěžuje život. Jeho postava – jakožto reprezentace superega – dokazuje, jak se civilizované uvažování do divošského prostředí nehodí a je proto zavrženo. I jeho tloušťka a astma ho jako trosečníka poznamenávají. Je nejvíce zženštilou postavou z celého příběhu; pro „mrňousy“ (nejmenší děti na ostrově) téměř nahrazuje matku. Je fyzicky slabý, ale duševně silný. Chlapcům stále vytýká, že se chovají jako malé děti a často si klade otázku, jak by v dané chvíli jednali dospělí.
Protože je fyzicky slabý, představuje i symbol civilizovaného člověka neschopného přežít v divočině, o kterého se ostatní musí starat. Zároveň však ztělesňuje jeden ze základních principů civilizace, a tím je soucit. Když ho ostatní opustí, zavrhnou i svou humanitu. Čuňasovy brýle, pomocí nichž se rozdělává signální oheň, jsou jedinou nadějí, jak se do civilizovaného světa vrátit. Když chlapci musí učinit nějaké důležité rozhodnutí, Čuňas si nejprve brýle vyčistí, aby si ujasnil myšlenky. Rozbití prvního skla naznačuje, že se řád na ostrově hroutí. Čuňas už pak nemá možnost vyjadřovat se k různým problémům, nebo sám raději mlčí. Když Jackovi lovci ukradnou zbytek brýlí s druhým sklem, civilizace na ostrově definitivně zkolabuje. Bez brýlí je Čuňas bezmocný, požaduje je proto nazpět, ale divoši ho místo toho zabijí.

### Jack
Postava Jacka může být chápána jako ztělesnění totalitarismu, protože nerespektuje výsledky demokratického hlasování. Opovrhuje lasturou, která udává řád. Nakonec neváhá použít agresivitu a fyzickou sílu, aby s pomocí svých zmanipulovaných sboristů získal moc nad ostrovem pro sebe. Je protikladem demokracie, protože se všichni musí podřídit jeho diktátorským nařízením, a dokonce i protikladem civilizace jako takové. Jak v jeho divošském kmeni narůstají obavy a pověrečnost, netvor se zdá být stále skutečnější. Jack se na atmosféře strachu přiživuje, protože prohlašuje, že chlapce před netvorem ochrání, ve skutečnosti se však bojí taky. Je symbolem temného id, protože jedná instinktivně na rozdíl od Ralpha, který ztělesňuje racionální ego a podporuje normy dané Čuňasem, jakožto reprezentací superega.

## Filmová zpracování
Román byl dvakrát převeden do filmové podoby.
- Pán much (1963, režie: Peter Brook). Černobílý film je poměrně věrným zachycením knižní předlohy a sám William Golding film ocenil.
- Pán much (1990, režie: Harry Hook). Novější filmová verze se nedrží knižní předlohy striktně, některé pasáže jsou rozšířeny či pozměněny, nicméně původní myšlenka zůstala zachována.

Inspirován Pánem much byl také filipínský film Alkitrang Dugo (1975, v překladu „Krvavý tér“). Podstatným rozdílem od předlohy zde je, že ztroskotané děti jsou atletickým družstvem, v němž jsou chlapci i dívky.